# Approximately Infinite Universe
Albums de Yoko Ono
Some Time in New York City
(1972) Feeling the Space
(1973)
Singles
1. Now or Never/Move on Fast
Sortie :  13 novembre 1972
2. Death of Samantha/Yang Yang
Sortie :  26 février 1973
 4 mai 1973

Approximately Infinite Universe est le troisième album solo de Yoko Ono . Sorti le 8 janvier 1973 aux États-Unis et le 16 février 1973 en Angleterre, il est aussi son deuxième double album après Fly publié en 1971.
Contrairement à ses précédents albums, Yoko laisse ici de côté les cris perçants qui ont forgé sa réputation pour un chant plus traditionnel, abordant des thèmes traitants de la violence des hommes envers les femmes. La variété des styles musicaux en font un album doté d'un répertoire très divers.
Yoko produit l'album en
collaboration avec John Lennon, dont la participation marque l'une de ses rares collaborations musicales après l'échec de Some Time in New York City. Comme sur ce dernier, Yoko choisit le groupe Elephant's Memory pour l'accompagner.
À sa sortie, Approximately Infinite Universe suscite très peu d'intérêt auprès du public ce qui explique sa 193e place des charts américains.
En 1997, l'album est édité en CD par Rykodisc, agrémenté de bonus contenant deux maquettes de chansons enregistrées durant cette période Dogtown et She gets down on her knees, que l'on retrouvera sur l'album Season of Glass en 1981.

## Liste des chansons
Toutes les chansons sont écrites par Yoko Ono.
| 1.  | Yang Yang                       | Yoko Ono | John Lennon, Yoko Ono | 3:52 |
| 2.  | Death of Samantha               | Ono      | Lennon, Ono           | 6:23 |
| 3.  | I Want My Love to Rest Tonight  | Ono      | Lennon, Ono           | 5:11 |
| 4.  | What Did I Do!                  | Ono      | Lennon, Ono           | 4:11 |
| 5.  | Have You Seen a Horizon Lately? | Ono      | Lennon, Ono           | 1:55 |
| 6.  | Approximately Infinite Universe | Ono      | Lennon, Ono           | 3:19 |
| 7.  | Peter the Dealer                | Ono      | Lennon, Ono           | 4:43 |
| 8.  | Song for John                   | Ono      | Lennon, Ono           | 2:02 |
| 9.  | Catman (The Rosies Are Coming)  | Ono      | Lennon, Ono           | 5:29 |
| 10. | What a Bastard the World Is     | Ono      | Lennon, Ono           | 4:33 |
| 11. | Waiting for the Sunrise         | Ono      | Lennon, Ono           | 2:32 |

| 1.  | I Felt Like Smashing My Face in a Clear Glass Window | Yoko Ono | John Lennon, Yoko Ono | 4:09 |
| 2.  | Winter Song                                          | Ono      | Lennon, Ono           | 3:37 |
| 3.  | Kite Song                                            | Ono      | Lennon, Ono           | 3:19 |
| 4.  | What a Mess                                          | Ono      | Lennon, Ono           | 2:41 |
| 5.  | Shiranakatta (I Didn't Know)                         | Ono      | Lennon, Ono           | 3:13 |
| 6.  | Air Talk                                             | Ono      | Lennon, Ono           | 3:21 |
| 7.  | I Have a Woman Inside My Soul                        | Ono      | Lennon, Ono           | 5:31 |
| 8.  | Move on Fast                                         | Ono      | Lennon, Ono           | 3:40 |
| 9.  | Now or Never                                         | Ono      | Lennon, Ono           | 4:57 |
| 10. | Is Winter Here to Stay?                              | Ono      | Lennon, Ono           | 4:27 |
| 11. | Looking Over from My Hotel Window                    | Ono      | Lennon, Ono           | 3:30 |

| 12. | Dogtown (maquette acoustique)                    | Yoko Ono | John Lennon, Yoko Ono | 2:51 |
| 13. | She Gets Down on Her Knees (maquette acoustique) | Ono      | Lennon, Ono           | 2:45 |

| 12. | Dogtown (maquette acoustique) | Yoko Ono | John Lennon, Yoko Ono | 2:51 |

## Fiche technique

### Interprètes
Musiciens
- Yoko Ono : chant, piano
- John Lennon (Joel Nohnn) : guitare, chœurs
- Wayne Gabriel : guitare
- Gary Van Scyoc : basse, trompette
- Adam Ippolito : piano, orgue, harmonium, trompette
- Stan Bronstein : saxophone, flûte, clarinette
- Richard Frank Jr : batterie, percussions
- Daria Price : castagnettes